# 11767 Milne
11767 Milne è un asteroide della fascia principale. Scoperto nel 1971, presenta un'orbita caratterizzata da un semiasse maggiore pari a 2,2523650 UA e da un'eccentricità di 0,0510128, inclinata di 7,37677° rispetto all'eclittica.
L'asteroide è dedicato all'astronomo e matematico britannico Edward Arthur Milne.